# كرايغ بريدلوف
كرايغ بريدلوف (بالإنجليزية: Craig Breedlove)‏ هو سائق سيارة سباق أمريكي، ولد في 23 مارس 1937.

## وصلات خارجية
- كرايغ بريدلوف على موقع IMDb (الإنجليزية)